# Édith Scob

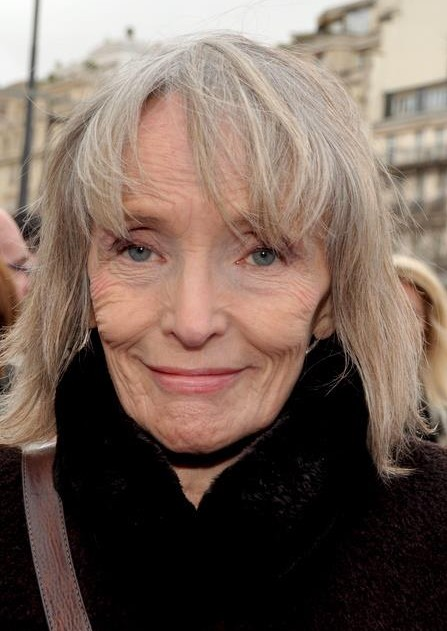
Édith Scob (2013)

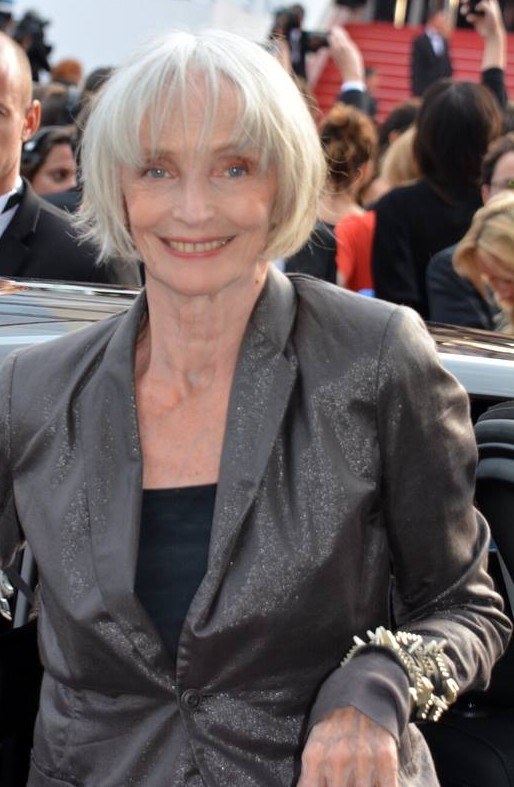
Édith Scob (2016)

Édith Scob (* 21. Oktober 1937 in Paris als Edith Helena Vladimirovna Scobeltzine; † 26. Juni 2019 ebenda) war eine französische Schauspielerin.

## Leben und Karriere
Sie entstammte einer russischen Adelsfamilie und war die Enkelin des Generals der Freiwilligenarmee im russischen Bürgerkrieg 1918–1920, Wladimir Skobelzyn, der Exil in Frankreich fand.
Ihr Bruder war der Radrennfahrer und Olympiateilnehmer von 1960, Michel Scob (1935–1995).
Scob wurde 1959 durch den Regisseur Georges Franju bekannt, der ihr eine Rolle in dem Film Mit dem Kopf gegen die Wände (La Tête contre les murs) gab und im selben Jahr im Film Augen ohne Gesicht (Les Yeux sans visage) die Hauptrolle der Christine Gessenier mit ihr besetzte. Später arbeitete sie auch mit Filmregisseuren wie Julien Duvivier und Luis Buñuel (Die Milchstraße) zusammen.
Große Rollen spielte sie später auch beim Fernsehen und auf der Bühne. Sie war aktiv im Atelier Théâtre Et Musique, das ihr Ehemann Georges Aperghis 1976 gegründet hatte, und spielte in Filmen wie Jedem seine Hölle (1977), Ein mörderischer Sommer (1983) und La Cavale des fous (1993).
In den 1990er Jahren spielte sie Charakterrollen wie die Oriane de Guermantes in Raúl Ruiz’ Die wiedergefundene Zeit (Le Temps retrouvé) oder Laurence in dessen Comédie de l’innocence (2000). Mit Jacques Rivette drehte sie den Film Jeanne la Pucelle. Zwischen 2002 und 2006 spielte sie die Mutter Oberin in der Fernsehserie SoeurThérèse.com.

## Filmografie (Auswahl)
- 1959: Ein Schrei gegen Mauern (La tête contre les murs)
- 1960: Augen ohne Gesicht (Les yeux sans visage)
- 1960: Man kann’s ja mal versuchen (Le bel âge)
- 1962: Das brennende Gericht (La chambre ardente)
- 1962: Der Mörder steht im Telefonbuch (L’assassin est dans l’annuaire)
- 1962: Madeleine und der Seemann (Le bateau d’Émile)
- 1962: Die Tat der Therese D (Thérèse Desqueyroux)
- 1963: Judex
- 1965: Thomas der Betrüger (Thomas l’imposteur)
- 1968: Haschisch
- 1969: Die Milchstraße (La voie lactée)
- 1971: Der letzte Tanz des blonden Teufels (Un beau monstre)
- 1972: Das späte Mädchen (La Vieille fille)
- 1974: Erica Minor
- 1976: Der Akrobat (L’acrobate)
- 1977: Das letzte Melodram (Le dernier melodrame)
- 1977: Jedem seine Hölle (À chacun son enfer)
- 1982: Tausend Milliarden Dollar (Mille milliards de dollars)
- 1983: Ein mörderischer Sommer (L’Été meurtrier)
- 1989: Champagner der Liebe (Baptême)
- 1991: Rue du Bac
- 1991: Die Liebenden von Pont-Neuf (Les amants du Pont-Neuf)
- 1994: Johanna, die Jungfrau – Der Verrat (Jeanne la Pucelle II – Les prisons)
- 1999: Schöne Venus (Vénus Beauté (Institut))
- 1999: Die wiedergefundene Zeit (Le Temps retrouvé)
- 2000: La Comédie de l’innocence
- 2000: Die Treue der Frauen (La Fidélité)
- 2001: Pakt der Wölfe (Le Pacte des loups)
- 2001: Die starken Seelen (Les âmes fortes)
- 2001: Vidocq
- 2002: Das zweite Leben des Monsieur Manesquier (L’homme du train)
- 2008: Ende eines Sommers (L’heure d’été)
- 2009: Emma & Marie (Je te mangerais)
- 2011: Der Kuss des Schmetterlings (Un baiser papillon)
- 2012: Clara geht für immer (Clara s’en va mourir) (Fernsehfilm)
- 2012: Holy Motors
- 2014: Gemma Bovery – Ein Sommer mit Flaubert (Gemma Bovery)
- 2015: Familie zu vermieten
- 2016: Alles was kommt (L’avenir)
- 2019: Meine geliebte Unbekannte (Mon Inconnue)